# Gustaaf Joos
Gustaaf Joos (Sint-Niklaas, 5 luglio 1923 – Landskouter, 2 novembre 2004) è stato un cardinale e arcivescovo cattolico belga.

## Biografia
Nacque a Sint-Niklaas il 5 luglio 1923.
Papa Giovanni Paolo II, che gli era stato compagno di studi, lo elevò al rango di cardinale nel concistoro del 21 ottobre 2003 affidandogli la diaconia di San Pier Damiani ai Monti di San Paolo. Al momento dell'annuncio della sua nomina cardinalizia, non era ancora stato ordinato vescovo, così che il 7 ottobre fu eletto alla sede titolare di Ypres con titolo personale di arcivescovo e fu consacrato vescovo l'11 ottobre.
Morì il 2 novembre 2004 all'età di 81 anni.

## Genealogia episcopale
La genealogia episcopale è:
- Cardinale Scipione Rebiba
- Cardinale Giulio Antonio Santori
- Cardinale Girolamo Bernerio, O.P.
- Arcivescovo Galeazzo Sanvitale
- Cardinale Ludovico Ludovisi
- Cardinale Luigi Caetani
- Cardinale Ulderico Carpegna
- Cardinale Paluzzo Paluzzi Altieri degli Albertoni
- Papa Benedetto XIII
- Papa Benedetto XIV
- Papa Clemente XIII
- Cardinale Marcantonio Colonna
- Cardinale Giacinto Sigismondo Gerdil, B.
- Cardinale Giulio Maria della Somaglia
- Cardinale Carlo Odescalchi, S.I.
- Vescovo Eugène de Mazenod, O.M.I.
- Cardinale Joseph Hippolyte Guibert, O.M.I.
- Cardinale François-Marie-Benjamin Richard de la Vergne
- Cardinale Pietro Gasparri
- Cardinale Clemente Micara
- Cardinale Jozef-Ernest Van Roey
- Cardinale Léon-Joseph Suenens
- Vescovo Léonce Albert Van Peteghem
- Vescovo Arthur Luysterman
- Cardinale Gustaaf Joos